# Johann Sigismund, Elector de Brandenburg
Johann Sigismund (germană Johann Sigismund), (n. 8 noiembrie 1572, Halle (Saale), Archbishopric of Magdeburg⁠(d) – d. 23 decembrie 1619, Berlin, Brandenburg-Prusia) a fost Prinț-elector de Brandenburg din Casa de Hohenzollern. De asemenea, el a servit ca Duce al Prusiei. A fost bunicul matern al reginei  Christina a Suediei și străbunicul patern al regelui Frederic I al Prusiei.

## Biografie
Johann Sigismund s-a născut la Halle an der Saale ca fiul cel mare al lui Joachim al III-lea Frederic, Elector de Brandenburg și a primei lui soții, Catherine de Brandenburg-Küstrin. I-a succedat tatălui său ca Elector de Brandenburg în 1608. În 1611, Johann Sigismund a călătorit din Königsberg în Varșovia, unde la 16 noiembrie 1611 i-a dat omagiu feudal lui Sigismund al III-lea Vasa, rege al Poloniei (ducatul Prusia era fief polonez la acea vreme). 
Oficial a devenit Duce al Prusiei în 1618 deși el a servit ca regent în numele Ducelui Albert Frederic, care era bolnav mintal. Una din cele mai semnificative acțiuni ale lui Johann Sigismund a fost conversia de la luteranism la calvinism, după ce mai înainte a egalizat drepturile catolicilor și protestanților în ducatul de Prusia. Probabil el a fost câștigat de calvinism în timpul unei vizite la Heidelberg în 1606, însă abia în 1613 a făcut publică comuniunea potrivit ritului calvinist. Marea majoritate a supușilor săi, inclusiv soția sa, au rămas luterani.
După ce Electorul și oficialii calviniști de la curte au elaborat un plan pentru conversia în masă a populației la noua credință în februarie 1614, au existat proteste grave, soția sa susținând luteranii. Rezistența a fost atât de puternică încât în 1615, Johann Sigismund a dat înapoi și a renunțat la toate încercările de convertire forțată. În schimb, el a permis supușilor săi să fie luterani sau calviniști în funcție de cum le dictează conștiința lor. De acum înainte, Brandenburg-Prusia va fi un stat biconfesional.

### Familie și copii
La 30 octombrie 1594, Johann Sigismund s-a căsătorit cu Anna a Prusiei, fiica lui Albert Frederick, Duce al Prusiei (1553–1618). Ei au fost părinții a opt copii:
- Georg Wilhelm (13 noiembrie 1595 – 1 decembrie  1640). Succesorul său.
- Anne Sophia de Brandenburg (15 martie  1598 – 19 decembrie 1659). Căsătorită cu Frederick Ulrich, Duce de Brunswick-Lüneburg.
- Maria Eleonora de Brandenburg (11 noiembrie 1599 – 28 martie 1655). Căsătorită cu Gustavus Adolphus al Suediei. Ei au fost părinții reginei Christina a Suediei.
- Ecaterina de Brandenburg (28 mai 1602 – 27 august 1644). Căsătorită prima dată cu Gabriel Bethlen, Prinț al Transilvaniei și a doua oară cu Franz Karl de Saxa-Lauenburg.
- Joachim Sigismund de Brandenburg (25 iulie 1603 – 22 februarie 1625).
- Agnes de Brandenburg (31 august 1606 – 12 martie 1607).
- Johann Frederick de Brandenburg (18 august 1607 – 1 martie 1608).
- Albrecht Christian de Brandenburg (7–14 martie 1609).

1. ↑  IdRef, accesat în 11 mai 2020